# Teràpia de reminiscència
La Teràpia de Reminiscència (TR) definida com un record verbal o silenciós dels successos de la vida d'una persona, ja sigui sola, o amb altra persona o grup de persones és una tècnica terapèutica utilitzada en el context d'estimulació cognitiva en demències.
La Teràpia de Reminiscència implica parlar sobre activitats, fets i experiències del passat personal, amb una altra persona o grup de persones, normalment mitjançant la presentació d'estímuls tangibles com fotografies, objectes, imatges, fragments de vídeos del passat. Els grups de reminiscència normalment són reunions en grup en les que als participants se'ls anima a parlar sobre fets del passat, almenys un cop a la setmana. Les revisions de vida normalment consisteixen en sessions individuals, en les quals la persona és guiada cronològicament a través de les experiències de vida i animada a avaluar-les, podent realitzar un llibre de història de vida. Els cuidadors familiars cada vegada estan més involucrats en la TR.
En un principi es va desenvolupar per persones grans amb envelliment normal, amb la finalitat d'oferir-lis una ocasió per recordar i organitzar els fets més significatius de la seva vida. Més tard, Kiernat (1979) va introduir la idea d'utilitzar la TR en persones amb demència.

## Introducció i justificació
Dins dels programes d'estimulació i activitat, trobem diferents tipus de teràpies cognitives aplicades a persones grans que pateixen deteriorament cognitiu o demència, com la Teràpia de Reminiscència, la Musicoteràpia… i altres tipus d'intervencions no farmacològiques, totes elles amb la finalitat de millorar en la qualitat de vida d'aquestes persones i la dels seus familiars.
Des d'un punt de vista cognitiu, la justificació d'utilitzar la TR amb persones amb demència es basa en la teoria de que millora la funció al disminuir la demanda en les capacitats cognitives deteriorades i capitalitzant en les preservades. Perquè les persones amb demència (en fases lleus i moderades) preserven més la memòria remota en comparació amb la memòria recent (Kopelman, 1965), parlar sobre esdeveniments i fets vitals previs pot millorar les interaccions comunicatives (Woods i cols., 2005).
Les persones tenen la necessitat de recuperar, d'elaborar i difondre narracions vitals (Alfonso i Bueno, 2009) facilitant així una reinterpretació i revaloració de les pròpies vides, a més de donar un valor afegit a la pròpia identitat (McKeown et al., 2010; Flecha, 2015).
La reminiscència és més que explicar una història, ajuda a les persones a recordar sentiments i actituds (Goldsmith, 1996). Es tracta de que la persona experimenti emocions vinculades als records, ressaltant aquells que li resulten gratificants. Normalment, les memòries dels fets que reforcen la identitat d'una persona evoquen emocions fortes (Woods i McKiernan, 1995).

## Objectiu
L'objectiu final és millorar la memòria, donar oportunitats de creativitat i augmentar la resocialització de les persones amb deteriorament cognitiu estimulant la conversació, així com incrementar l'autoestima, la satisfacció personal, el benestar i la satisfacció per la vida.
Es distingeix una teràpia de revisió de vida individual, avaluant la memòria personal amb un terapeuta com oient, d'una reminiscència més general de forma grupal, on els participants expressen els seus records amb l'objectiu de millorar la interacció en un ambient agradable i de manera atractiva.
En el context d'estimulació cognitiva, habitualment s'utilitza la modalitat grupal i l'ús d'estratègies sistemàtiques com un diari, llibre de memòria o llibre de història de vida.

## Eficàcia
Amb relació a l'eficàcia de la TR, en una revisió Cochrane (Woods et al., 2005) (Woods et al, 2009 Review) que va avaluar els efectes de la TR en les persones amb demència i els seus cuidadors, els resultats van ser prometedors. Es va trobar una millora significativa en la cognició i estat d'ànim de les persones amb demència, al finalitzar i a les 4-6 setmanes després del tractament; una disminució de l'estrès del cuidador (pels que participaven en activitats grupals amb els seus malalts amb demència) i; un major coneixement de la història de vida personal dels participants per part dels professionals. Malgrat això, van concloure la necessitat d'assajos clínics futurs.